# 勤行 (浄土宗)
浄土宗において日常勤行は、宗徒としての基本的な法儀及び知識を修得する目的として行われる。勤行の差定（次第）は鎮西派と西山派で異なる。
浄土宗鎮西派の日常勤行式の例
1. 香偈（こうげ）← 定期法要等では節を付けて唱える。
2. 三宝礼（さんぼうらい）← 定期法要等では節を付けて唱える。
3. 四奉請（しぶじょう）← 関西ではこちらを使う。定期法要等では節を付けて唱える。
三奉請（さんぶじょう）← 関東ではこちら。
4. 歎仏偈（たんぶつげ）← 略されることも多い。定期法要等では節を付けて唱える。
5. 懺悔偈（さんげげ）
6. 十念（じゅうねん）
7. 開経偈（かいきょうげ）
8. 誦経（じゅきょう、ずきょう）← 『無量寿経』の中から四誓偈、『観無量寿経』中から真身観文、『阿弥陀経』など。
9. 回向文（えこうもん）← 本誓偈（ほんぜいげ）､聞名得益偈（もんみょうとくやくげ）など。
10. 十念
11. 礼讃（らいさん）← 本来ならば善導大師『往生礼讃』の六時礼讃から、時刻に合せて礼讃文を選んで唱える（例えば朝の勤行なら「晨朝礼讃偈」を唱える）が、略式として勤行の時刻に関わらず、日中礼讃偈から抜出した「三尊礼」を唱えることが多い。また、開経偈の前に「礼讃」を唱えることもある。節を付けて唱える。
12. 御法語（ごほうご）← 一枚起請文（毎夕に唱える）、一紙小消息（毎朝に唱える）、など。
13. 発願文（ほつがんもん）← 音読と訓読がある、音読は節が付く。略されることもある。
14. 摂益文（しょうやくもん）← 関東は和文で読む事もある。
15. 念仏一会（ねんぶついちえ）← その後に阿弥陀如来根本陀羅尼（大咒）が唱えられることがある。
16. 別回向（べつえこう）
17. 総回向偈（そうえこうげ）
18. 十念
19. 総願偈（そうがんげ）
20. 三唱礼（さんしょうらい）← 節を付けて唱える。
  1. 三身礼（さんじんらい）
  2. 三帰礼（さんきらい）← 節を付けて唱える。
21. 送仏偈（そうぶつげ）
22. 十念

浄土宗西山派の日常勤行式の例
鎮西派の勤行と大きく異る訳ではないので詳細な説明は省略した。鎮西派との違いとして、「十念」を偈文の間に挟まない、偈文の名称が異なる、リンを打つ場所・回数が異なるということが挙げられる。また、（殆ど）西山派のみが用いる偈文として「三念仏」「後唄」がある。後唄は天台宗の勤行においても唱えられる。
1. 香偈
2. 三宝礼
3. 四奉請
4. 開経偈
5. 誦経 ← 『無量寿経』の中から四誓偈（肆誓偈）、『観無量寿経』中から真身観文、『阿弥陀経』など。
6. 三念仏（さんねんぶつ）
7. 後唄（ごばい）
8. 礼讃
9. 発願文
10. 啓白文（けいびゃくもん）← 摂益文に同じ
11. 連声念仏（れんしょうねんぶつ）← 念仏一会に同じ
12. 総回向文 ← 総回向偈に同じ
13. 別回向
14. 四弘誓願（しぐせいがん）← 総願偈に同じ
15. 三称念仏礼拝（さんしょうねんぶつらいはい）← 三唱礼に同じ
16. 送仏偈

## 関連文献
- 浄土宗　『浄土宗信徒日常勤行式』（浄土宗、1995）
- 浄土宗　『壇信徒宝典』（浄土宗、1996）
- 若林隆光　『わが家の宗教　浄土宗』　（大法輪閣、1984年）
- 藤井正雄　『お経　浄土宗』（講談社、1983）
- 総本山永観堂禅林寺　『浄土宗西山勤行式』（総本山永観堂禅林寺、発行年月日不明）